# Last Song
Pour plus de détails, voir Fiche technique et Distribution.
Last Song est un film franco-suisse réalisé par Dennis Berry, sorti en 1987.

## Fiche technique
- Titre : Last Song
- Réalisation : Dennis Berry, assisté de Vincent Lombard
- Scénario : Dennis Berry et Anna Karina
- Photographie : Armand Marco
- Son : Alix Comte et Éric Vaucher
- Mixage: Jean-Paul Loublier
- Décors : Laurent Allaire
- Musique : Stéphane Vilar et Gabriel Yared
- Montage : Jennifer Augé
- Production : FR3 Cinéma - La Cécilia - Limbo Film AG - Swan Productions
- Pays de production :  France -  Suisse
- Durée : 98 minutes
- Date de sortie : 
  - France : 14 janvier 1987

## Distribution
- Gabrielle Lazure : Julie
- Scott Renderer : Tom
- Anna Karina : Susan
- Anouk Grinberg : Blue